# Mike City
 (août 2019).
Si vous disposez d'ouvrages ou d'articles de référence ou si vous connaissez des sites web de qualité traitant du thème abordé ici, merci de compléter l'article en donnant les références utiles à sa vérifiabilité et en les liant à la section « Notes et références ».
 Mike City, nom de scène de Michael Flowers, né à Philadelphie (Pennsylvanie), est un producteur du R'n'B & hip-hop américain.

## Biographie
Mike City est connu pour ses productions de Brandy Norwood, Jamie Foxx  à Sunshine Anderson.

## Discographie

### Albums
- Mike City Presents N.C. All Star Project, Vol. 1, (Ichiban), (1997)
- City Limits, (Intersound), (1998)

### Productions
- 3LW -"Point of no return"
- 702 - "Star" (2003)
- Anthony Hamilton - "Soulife", (2005)
- Babyface  -"Face2Face"
- Bilal -"1st Born Second"
- Blu Cantrell -"Bittersweet" (2003)
- Brandy - ,"Full Moon", "Afrodisiac", (2004)
- Carl Thomas  -"Emotional"
- Channel Live  -"Armaghetto"
- Dave Hollister  -Chicago '85... the Movie"
- Defari - Street Music (2006)
- Donell Jones - "Journey of a Gemini" (2006)
- Dwele - "Some Kinda ... "(2005)
- Dionne Warwick  -"Dionne Sings Dionne"
- Gerald LeVert  -"Gerald's World"
- Jamie Foxx - "Unpredictable" (2005)
- Jimmy Cozier  -"Jimmy Cozier "
- JoJo - JoJo (2004)
- Kelly Price -"Priceless" (2003)
- Lost Souls  -"Soul Talk"
- MC Brainz  -"Brainwashed"
- Ms. Toi  -"That Girl"
- Nappy Roots -" Watermelon, Chicken and Gritz"
- Nate Dogg  -"Music & Me"
- Rappin' 4-Tay  -"Bigga Than Da Game"
- Ras Kass - "Goldyn Chyld" (2002)
- Rihanna - A Girl Like Me, (2006)
- Ruff Ryders -" Ryde or Die, Vol. 3"
- Shanice -"Every Woman Dreams" (2006)
- Sunshine Anderson  -"Your Woman"
- The Council  -"Relentless"
- Usher -"8701"
- Yolanda Adams - "Day By Day",  "Believe"
- Osmosis Jones (OST)
- Boss Ballin' 2: The Mob Bosses (compilation)

## Récompenses
- Grammy Award winning, Brandy Norwood -"Full Moon" 2002